# Санжар, Роман Николаевич
Роман Николаевич Санжар (укр. Роман Миколайович Санжар; 28 мая 1979, Донецк) — украинский футболист, выступавший на позиции полузащитника, футбольный тренер.

## Клубная карьера
Воспитанник донецкого «Шахтёра». Футбольную карьеру начинал в «Шахтёре-2». В 2001 году играл в дружковском «Машиностроителе» и донецком «Металлурге». С начала 2002 года по лето 2003 года выступал в криворожском «Кривбассе». Конец 2003 года провёл в луганской «Заре». С лета 2004 года — в донецком «Олимпике», где являлся капитаном команды.

## Тренерская карьера
В декабре 2012 года было объявлено о завершении Романом игровой карьеры и переходе на тренерскую должность. После отставки Романа Пилипчука был назначен исполняющим обязанности главного тренера. С 1 июня 2013 года официально является главным тренером команды. В декабре 2017 года «Олимпик» продлил с Санжаром контракт. 3 октября 2018 года по обоюдному согласию прекратил сотрудничество с «Олимпиком».

## Достижения
Как игрок
- Бронзовый призёр чемпионата Украины: 2001/02
- Победитель Второй лиги Украины (2): 1997/98, 2010/11
- Бронзовый призёр Второй лиги Украины: 2001/02

Как тренер
- Победитель Первой лиги Украины: 2013/14
- Полуфиналист Кубка Украины: 2014/15
- Лучший тренер Премьер-лиги: 2017[10]